# 1963-as Vuelta ciclista a España
Az 1963-as Vuelta ciclista a España volt a 18. spanyol körverseny. 1963. május 1-je és május 15-e között rendezték. A verseny össztávja 2442 km volt, és 15 szakaszból állt. Végső győztes a francia Jacques Anquetil lett.

## Végeredmény
|    | Versenyző               | Csapat            | Idő           |
| -- | ----------------------- | ----------------- | ------------- |
| 1  | Jacques Anquetil        | St.Raphael-Gitane | 64 óra 46' 20 |
| 2  | José Martin Perez       | Faema             | 3' 06         |
| 3  | Miguel Pacheco Font     | Kas-Kaskol        | 3' 32         |
| 4  | Bas Maliepaard          | St.Raphael-Gitane | 5' 06         |
| 5  | Francisco Gabica        | Kas-Kaskol        | 7' 57         |
| 6  | Antonio Suarez          | Faema             | 8' 13         |
| 7  | Eusebio Velez           | Kas-Kaskol        | 8' 34         |
| 8  | Antonio Gomez Del Moral | Faema             | 9' 10         |
| 9  | Jean Stablinski         | St.Raphael-Gitane | 9' 31         |
| 10 | Guillaume Van Tongerloo | GBC-Libertas      | 10' 48        |